# Departementsråd (Norwegen)
Ein Departementsråd (deutsch: Generalsekretär; wörtlich: Ministeriumsrat) ist die Amtsbezeichnung für jeweils einen Beamten eines norwegischen Ministeriums. Der Departementsråd liegt in der Hierarchie direkt unter dem Minister und er ist für die fachliche Leitung des Ministeriums zuständig. Die Stelle ist das höchste nicht-politische Amt in den Ministerien sowie das höchste Amt, das nicht an eine politische Amtszeit gebunden ist.

## Geschichte
Die Stelle wurde im Jahr 1922 erstmals im norwegischen Außenministerium, dem Utenriksdepartementet, eingeführt. Dort erhielt sie den Titel Utenriksråd. Im Jahr 1952 wurden im Verteidigungsministerium (Forsvarsdepartementet) und im Finanzministerium (Finansdepartementet) die beiden Stellen Forsvarsråd und Finansråd geschaffen. Ab 1955 wurde eine entsprechende Stelle in allen Ministerien geschaffen. Der Departementsråd in der Staatskanzlei, dem Statsministerens kontor, wird seit 2001 als Regjeringsråd (wörtlich: Regierungsrat) geführt. Dieser hat eine koordinierende Rolle den Generalsekretären der anderen Ministerien gegenüber.

## Zuständigkeit
Der Departementsråd ist der Leiter der Verwaltung eines Ministeriums. Er steht in der Hierarchie hinter dem Minister und den Staatssekretären eines Ministeriums. Sollten diese ausfallen, so tritt der Departementsråd in die Position des Chefs des Ministeriums und er würde den Minister im Treffen des Regierungskabinetts, dem Statsråd, vertreten.